# Aeroportul Santiago Pérez Quiroz
Aeroportul Santiago Pérez Quiroz (IATA: AUC, ICAO: SKUC) este un aeroport din Departamentul Arauca, Columbia ce deservește zona Arauca⁠(d). Aeroportul a fost tranzitat în 2022 de 164.759 de pasageri.
Situat la o altitudine de 129 m, aeroportul dispune de o singură pistă.